# 呉子
『呉子』（ごし）は、春秋戦国時代に著されたとされる兵法書。武経七書の一つ。古くから『孫子』と並び評されていた。しかし著者ははっきりとしない。中身の主人公でもある呉起またはその門人が著者であると言われるが、定かではない。
内容は呉起を主人公とした物語形式となっている。現存している『呉子』は六篇だが、『漢書』「芸文志」には「呉子四十八篇」と記されている。
非常に兵法に優れており、部隊編制の方法、状況・地形毎の戦い方、兵の士気の上げ方、騎兵・戦車・弩・弓の運用方法などを説いている。
『孫子』と並び評される兵法書であるとされるが、後世への影響の大きさは『孫子』ほどではない。これは内容が春秋戦国時代の軍事的状況に基づくものであり、その後の時代では応用ができなかったのが原因であると言われる。逆に『孫子』のほうは、戦略や政略を重視しているため、近代戦にまで応用できる普遍性により世界的に有名になっている。

## 内容
- 序章 - 呉起と武侯との出会いを描いていて一番物語りに近い。篇に加えず
- 図国 - 政治と戦争について記す
- 料敵 - 敵情の分析の仕方を記す
- 治兵 - 統率の原則を記す
- 論将 - 指導者について記す
- 応変 - 臨機応変（法家思想）について記す
- 励士 - 士卒を励ますことについて記す

## 名言集

### 和して、しかる後に大事をなす
古来、国家を治めようとする者は、かならず第一に臣下を教育し人民との結びつきを強化した。団結がなければ戦うことはできない。その団結を乱す不和が四つある。
- 国の不和 - 国に団結がなければ、軍を進めるべきではない。
- 軍の不和 - 軍に団結がなければ、部隊を進めるべきではない。
- 部隊の不和 - 部隊に団結がなければ、戦いをいどむべきではない。
- 戦闘における不和 - 戦闘にあたって団結がなければ、決戦に出るべきではない。

したがって、道理をわきまえた君主は、人民を動員するまえに、まずその団結をはかり、それからはじめて戦争を決行する。また、開戦の決断は、自分だけの思いつきによってはならない。

### 敵状を察知する法
武侯が尋ねた。「敵の外観を見て内情を判断し、敵の進み方を見てどう止まるかを推測し、それによって勝てるかどうかを事前に判断したいと思うが、こうした事が分かるものだろうか？」
呉起は答えた。「敵の来襲する様子に、落ち着きが無く、旗印が乱れ、人馬がおどおどしている様ならば、それは確固たる方針のない証拠です。一の力で、十の敵を撃つ事ができます。敵は、手も足も出ないでしょう。また、どの国とも連合する事が出来ず、君臣は離間し、陣地は完成せず、法令は行き渡らない、この様な敵の軍勢は恐れおののき、進むも、退くも思うに任せない状態になります。こんな場合は､敵の半分の兵力で充分です。何回戦っても負ける心配はありません。｣

### 百万人いても役に立たない
武侯が尋ねた。「戦争の勝利とは何によって決まるのだろうか？」
呉起は答えた。「勝利は治によって得る事が出来ます」
「兵力の多寡によるのではないのか？」
「法令が明確でなく、賞罰が公正を欠き、停止の合図をしても止まらず、進発の合図をしても進まなかったならば、百万の大軍があったとしても何の役にも立ちません。治とは即ち、平時では秩序正しく礼が行なわれ、戦時では威力を発揮し、進めば誰も阻止できず、退けば誰も追い得ず、進退は節度があり、左右はたちまち合図に応じ、連絡を絶たれても陣容をくずさず、散開しても隊列をくずさない。将兵が安危を共にし、結束していて離間させる事は出来ず、いくら戦っても疲労することはない。このような軍は、向う所敵無しです。これを指して父子の兵と言います」

### 死の栄ありて生の辱なし
軍をひきいるには、武だけでなく文武を総合し、戦争をするには、剛だけでなく剛と柔とを兼ね備えなければならない。ふつう、世人が将を論ずる場合は、とかく、勇気という観点だけに立ちがちである。しかし、勇気ということは、将の条件の中の何分の一かにすぎない。勇者は、力を頼んで考えもなしに戦いをはじめる。利害を考えずに戦うのは、誉められた語ではない。
そこで、将の心すべきことが五つある。
1. 理（管理） - どんなに部下が多勢いても、それを一つに纏める事である。
2. 備（準備） - 一度門を出た以上、至る所に敵がいる積りで掛かる事である。
3. 果（決意） - 敵と相対したとき、生きようという気持を捨てる事である。
4. 戒（警戒、自戒） - たとえ勝っても緒戦のような緊張を失わない事である。
5. 約（簡素化） - 形式的な規則や手続きを省略し、簡素化する事である。

ひとたび出陣の命令を受けたならば、家族にも知らせずそのまま出撃し、敵に勝つまでは家のことを口にしないのが、将たる者の礼である。いざ出陣というときには、名誉の死はあり得ても、生き恥は晒さないものと心得るべきである。

### 少数で多数を撃つには
武侯が尋ねた。「味方が少なく、敵が多い時、どうすればよいか？」
呉起は答えた。「平坦な場所で戦うことは避け、隘路で迎え撃ちます。古い諺に『一の力で十の敵を撃つ最善の策は狭い道で戦うことであり、十の力で百の敵を撃つ最善の策は険しい山地で戦うことであり、千の力で万の敵を撃つに最善の策は狭い谷間で戦うことである』とあります。かりに小人数でも、狭い地形をえらび鐸（たく）をうち鼓を鳴らして、不意打ちをかければ、いかに相手が多人数でも驚き慌てます。ですから、『多数を率いるものは、平坦な戦場を選ぼうとし、少数を率いるものは、狭隘な戦場を選ぼうとする』といわれています。」

### 決死の勢い
武侯が尋ねた。「賞罰を公正にすれば、勝利を得る事が出来るだろうか？」
呉起が答えた。「私ごときに判断できる問題ではありませんが、賞罰はそれ自体、勝利の保証とはならないかと存じます。
- 君主が号令を発すれば、喜んで服従する。
- 動員命令を出せば、喜んで戦場に赴く。
- 敵と刃を交えれば、喜んで一命を投げ出す。

この三つの条件が満たされてこそ、勝利は保証されるのです」
｢どうすればよいか？｣
「功績のある者を、抜擢して手厚く遇することはもちろん、功績のない者に対しても激励のことばをかけてやるのです」

## 主な訳・解説
- 尾崎秀樹 『呉子』 中公文庫BIBLIO、2005年。ISBN 4122045878
  - 『孫子・呉子』 中公文庫、改版2018年。前者は町田三郎訳
- 尾崎秀樹 『呉子－勝利を導く兵法書』 ニュートンプレス、2002年。ISBN 4315516643
- 守屋洋・守屋淳 『孫子・呉子』 プレジデント社、新版2014年。ISBN 4833420961
- 村山孚訳著 『孫子・呉子　中国の思想』 徳間書店、新版1996年→ 徳間文庫、2008年。ISBN 4198928010
- 天野鎮雄訳著 『孫子・呉子』 三浦吉明編、明治書院〈新書漢文大系3〉、新版2002年。ISBN 4625663121
  - 元版は『新釈漢文大系36　孫子・呉子』明治書院、1972年
- 金谷治訳 『老子・呉子ほか』 平凡社〈中国古典文学大系 4〉、1973年、復刊1994年ほか、現代語訳のみ
- 山井湧訳著 『全釈漢文大系22　孫子・呉子』集英社、1980年